# Samuti Makmur
Samuti Makmur is een bestuurslaag in het regentschap Bireuen van de provincie Atjeh, Indonesië. Samuti Makmur telt 878 inwoners (volkstelling 2010).